# Eublemma pectorora
Eublemma pectorora là một loài bướm đêm trong họ Erebidae.